# 大倉喜七郎賞
大倉喜七郎賞（おおくらきしちろうしょう）は、日本棋院が、日本棋院の創設者である大倉喜七郎を称えて1964年から授賞している賞。プロ・アマチュア、国内外を問わず、囲碁普及に特に功労のあった者におくられる。
当初の名称は「大倉賞」だったが、1989年（平成元年）に現在の名称に改称。 

## 歴代受賞者
- 第1回表彰（1964年）	
  - F・デュバル（ドイツ碁界の先駆者）
  - 遠山元一（元・日本棋院理事）
  - 瀬越憲作（名誉九段）
- 第2回表彰（1967年）
  - 永野護	（元・日本棋院理事）
  - 八幡恭助（元・日本棋院理事）
  - 呉清源（九段）
  - 伊藤友恵（五段）
- 第3回表彰（1968年）
  - 松原與三松（元・関西総本部長）
  - 土川元夫（元・中部総本部長）
  - 木谷實（九段）・木谷美春（實の妻）
- 第4回表彰（1969年）
  - 胡桃正樹（囲碁ライター）
  - 三谷水平（毎日新聞記者）
  - 山田虎吉（読売新聞記者）
- 第5回表彰（1970年）	
  - 美土路昌一（元・朝日新聞社社長）
  - 海野謙三（NHK記者）
  - 光原伊太郎（名誉八段）
- 第6回表彰（1971年）	
  - ブルーノ・リューゲル（東ドイツ）
  - エドワード・ラスカー（アメリカ）
  - フリッツ・ヨーン（西ドイツ）
  - 岩本薫（九段）
  - 福田正義（六段）
- 第7回表彰（1972年）	
  - 佐藤喜一郎（日本棋院総裁）
  - 稲葉修（衆議院議員）
  - 長谷川章（名誉八段）
- 第8回表彰（1974年）	
  - 篠田スミ（紅友会会長）
  - 石坂泰三（経団連名誉会長）
  - 堤正元（柏ビル社長）
  - エルビン・フィンク（ユーゴ）
  - 細川千仭（九段）
- 第9回表彰（1975年）
  - 西島直巳（日本棋院相談役、三菱鉱業社長）
  - 荻原光太郎（日本棋院参与）
  - 島村俊廣（九段）
  - 酒井通温（八段）
  - 村島誼紀（八段）
- 第10回表彰（1976年）	
  - 大軒順三（日本経済新聞社社長）
  - 増淵辰子（六段）
  - 藤田梧郎（六段）
- 第11回表彰（1977年）	
  - 高橋要	（三洋証券相談役）
  - アルベルッス・スキルプ（オランダ）
  - 林有太郎（九段）
- 第12回表彰（1978年）
  - 横田喜三郎（元・最高裁判所長官）
  - 周東英雄（元・農林大臣）
  - 篠原正美（九段）
- 第13回表彰（1979年）	
  - 松下幸之助（松下電器相談役）
  - 永野重雄（日本商工会議所会頭）
  - 高田寿夫（高田工業所会長）
  - 酒井康雄（六段）
- 第14回表彰（1980年）	
  - 青木一男（元・大蔵大臣、弁護士）
  - 花村仁八郎	（経団連副会長）
  - 務台光雄（読売新聞社会長）
  - 橋本宇太郎（九段）
  - 安永一（囲碁評論家）
- 第15回表彰（1982年）	
  - 有光次郎（元・日本棋院理事長）
  - 瀬川良雄（九段）
  - 林裕（囲碁評論家）
  - A・ニンマリヒター（オーストリア）
- 第16回表彰（1984年）	
  - 岸信介（元・首相）
  - 趙南哲（韓国棋院名誉理事長）
  - 吉山博吉（日立製作所会長）
  - 朝田静夫（国際囲碁連盟会長）
  - 吉國一郎（日本棋院相談役）
  - 鍋島一郎（八段）
  - 渡辺英夫（七段）
- 第17回表彰（1985年）	
  - 色部義明（協和銀行会長）
  - 高川秀格（名誉本因坊）
- 第18回表彰（1987年）	
  - 福田赳夫（元・首相）
  - 池田悦治（関西総本部長）
- 第19回表彰（1988年）	
  - カール・エルンスト・ペヒ（西ドイツ）
  - 三堀将（観戦記者）
  - 藤沢朋斎（九段）
- 第20回表彰（1989年）	
  - 菊池稔（東京海上火災保険相談役）
  - 竹田弘太郎（中部総本部長）
  - 坂田栄寿（名誉本因坊）
- 第21回表彰（1990年）	
  - 福田一（元・衆議院議長）
  - 剱木亨弘（元・文部大臣）
  - 盛毓度（留園会長）
  - 応昌期（中国囲棋会会長）
- 第22回表彰（1991年）	
  - 江崎誠致（作家）
  - 藤沢秀行（名誉棋聖）
- 第23回表彰（1992年）	
  - 関本忠弘（日本電気社長）
  - ヤン・フォン・フランケンハイセン（元・ヨーロッパ囲碁連盟会長）
- 第24回表彰（1993年）	
  - 梶原武雄（九段）
  - 柳井孟士（元・日本自転車振興会会長）
- 第25回表彰（1994年）	
  - 出雲栄次（八段）
  - 富田忠夫（八段）
  - 後藤宗次郎（棋道懇談会事務局長）
  - 新井明（日本経済新聞社会長）
  - 菊池康郎（緑星学園代表）
  - 陳祖徳（中国囲棋協会九段、主席、中国棋院院長）
- 第26回表彰（1995年）	
  - 大枝ヤエ子（大枝雄介九段の御母堂）
  - 岩田達明（九段）
- 第27回表彰（1996年）	
  - 山下俊彦（松下電器相談役）
  - 淡河義正（大成建設相談役）
  - 曲励起（九段）
- 第28回表彰（1997年）	
  - 大橋和夫（全国囲碁同好市長会顧問）
  - 榊原章二（九段）
- 第29回表彰（1998年）	
  - 谷口清太郎（中部総本部長）
  - 杉内寿子（八段）
- 第30回表彰（1999年）	
  - 斎藤英四郎（新日本製鉄名誉会長）
  - 斎藤十朗（参議院議長）
  - 中岡二郎（七段）
- 第31回表彰（2000年）	
  - 安藤美佐子（紅友会・前会長）
  - 松本篤二　（七段）
- 第32回表彰（2001年）	
  - 夏樹静子（作家）
  - 平田博則（昭和薬科大学名誉教授）
  - 西尾長光（日本棋院北海道本部理事長）
- 第33回表彰（2002年）	
  - 後藤達太（日本棋院九州本部長、西日本銀行取締役相談役）
  - 小津修二（オートスポーツセンター顧問）
  - 堀田由美（漫画家）
  - 小畑健（漫画家）
- 第34回表彰（2004年）	
  - 渡辺文夫（東京海上日動火災保険（株）名誉顧問）
  - 杉内雅男（九段）
  - 本田幸子（七段）
  - 渡部恒三（衆議院議員）
  - 中山典之（六段）
  - 浜田広（リコー最高顧問）
- 第35回表彰（2005年）	
  - 大山寿子（五段）
  - 山内溥（任天堂（株）相談役）
  - 所雄章（全日本学生囲碁連盟副会長）
  - 大窪一玄（九段）
- 第36回表彰（2006年）	
  - 三好徹（作家）
  - 酒井義充（七段）
- 第37回表彰（2007年）	
  - 安野光雅（画家）
  - 原田実（神奈川県支部連合会顧問）
  - 白鳥澄子（五段）
  - 筒井勝美（五段）
- 第38回表彰（2008年）	
  - 重渕雅敏（TOTO（株）会長）
  - 杉田亮毅（日本経済新聞社会長）
  - 清原武彦（産業経済新聞社会長）
  - 与謝野馨（財務・金融担当大臣、経済財政政策担当大臣）
  - 白江治彦（八段）
- 第39回表彰（2009年）	
  - 桐山靖雄（阿含宗管長）
  - 大坪英夫（元・東京精密代表取締役社長）
  - 田浦直（NPO法人・長崎こども囲碁普及会理事長）
- 第40回表彰（2010年）	
  - 藁科満治（元・参議院議員）
  - 坂入達雄（元・NEC役員）
  - 日高實（日本棋院鹿児島県支部連合会会長）
  - 工藤紀夫（九段）
- 第41回表彰（2011年）	
  - 日下久生（アルプス囲碁村推進協議会会長）
  - 山本正和（元・参議院議員）
  - 大下龍介（日本棋院広島県本部前本部長）
  - 楠光子（七段）
  - 北村正任（毎日新聞社相談役）
  - 石井邦生（九段）
- 第42回表彰（2012年）	
  - 鮎沢まこと（漫画家）
  - 渡辺良作（山口県支部連合会会長）
  - 戸塚和夫（日本棋院栃木県本部長）
  - 堀英治（福井県囲碁連盟相談役）
  - 林海峯（名誉天元）
  - 大竹英雄（名誉碁聖）
- 第43回表彰（2013年）
  - 稲嶺惠一（沖縄県囲碁連盟顧問）
  - 三留喜代司（榴石会会主）
  - 老川祥一（読売新聞グループ本社取締役最高顧問・主筆代理）
- 第44回表彰（2014年）	
  - 濱田益嗣（株式会社濱田総業代表取締役社長）
  - 永田武彦（株式会社北見ハッカ通商代表取締役社長）
  - 大宮久（宝酒造株式会社代表取締役会長）
  - 羽根泰正（九段）
- 第45回表彰（2015年）	
  - 木村操（前・日本棋院中部総本部本部長、元・名古屋鉄道(株)会長）
  - 八木勇（日本棋院静岡県支部連合会名誉会長）
  - 蛇川忠暉（日野自動車(株)特任顧問）
  - 安藤武夫（七段）
  - 滝久雄・滝裕子・御夫妻（公益財団法人・日本ペア碁協会顧問評議員、公益財団法人・日本ペア碁協会常務理事）
- 第46回表彰（2016年）	
  - 山根敏郎（日本棋院長野県本部本部長、長野県日中友好協会副会長）
  - 田中毅（ロータリー囲碁同好会名誉会長）
  - 南嘉輝（一般財団法人・温知会会津中央病院理事長）
- 第47回表彰（2017年）
  - 笹川陽平（公益財団法人日本財団会長　同笹川平和財団名誉会長）
  - 小山鎮男（八段）
  - 矢田美英（東京都中央区長）
- 第48回表彰（2018年）
  - 柴田昌治（日本ガイシ株式会社 特別顧問）
  - 石田芳夫（九段、二十四世本因坊秀芳）
  - 大下俊明（フマキラー株式会社 取締役会長、大下産業株式会社 代表取締役社長）
  - 田島文治（広島アルミニウム工業株式会社 代表取締役社長）
- 第49回表彰（2019年）
  - 若佐博之（日本棋院松江支部理事 副支部長、社会福祉法人島根県共同募金会会長）
  - 竹村肇（株式会社飯田 取締役相談役）
  - 佐川八重子（株式会社桜ゴルフ 代表取締役）
  - 有澤寛（日本棋院松江支部支部長、山陰中央テレビジョン放送株式会社会長）
  - 坂口隆三（九段）
- 第50回表彰（2020年）[1]
  - 馬場滋（九段）
  - 中園清三（名誉アマチュア本因坊、元サンシャインシティ囲碁サロン支配人）
- 第51回表彰（2021年）
  - 福田泰久	（センコーグループホールディングス株式会社 代表取締役社長）
  - 武宮正樹（九段）
- 第52回表彰（2022年）
  - 松本尚夫（日本棋院三重県支部連合会 会長）
  - 浅本博（日本棋院広島県本部 理事長）
  - 小林光一（九段、名誉棋聖・名誉名人・名誉碁聖）
- 第53回表彰（2023年）[2]
  - 蒲池眞澄（カマチグループ会長・創設者）
- 第54回表彰（2024年）	
  - 大橋英三郎（株式会社ビッグ・ビー名誉会長）
  - 福井正明（九段）
  - 秋山賢司（囲碁観戦記者）
  - 兵頭俊夫（東京大学名誉教授、理学博士）